# Alea (Band)
Alea ist eine deutsche Band, die melancholisch-chansoneske Popmusik spielt.

## Geschichte
Gegründet wurde Alea 1984 von den drei Brüdern Andreas, Peter, Matthias Philipzen und Carsten Hormes. Unter dem Namen Chaplin veröffentlichten sie zunächst englischsprachige Lieder. Die Umbenennung in Alea erfolgte 1990. Seitdem schreibt die Band ausschließlich deutschsprachige Lieder.
2001 und 2010 nahmen sie an den Songs an einem Sommerabend teil, ihr Lied Erster Flieder wurde auf der Jubiläums-CD 2011 veröffentlicht.

## Diskografie
Alben
- Chaplin Songs (1987; ARIS / 1998; CHK Musikverlag), englischsprachig
- Bunter Atem (1994; Roof Music / 1999; CHK Musikverlag), unplugged
- Sieben Tage lang (1998; BMG/Arista)
- Liedernacht (2001; CHK Musikverlag), WDR Live Mitschnitt
- Plastikblumen (2010; Plastikblumen Musikverlag), 11 neue Studioversionen

## Auszeichnungen
- 1986: Sieger Landesrockfestival NRW
- 1987: Preisträger Bundesrockfestival
- 1999: Neues deutsches Chanson Publikumspreis
- 2001: Junge Songpoeten des bayrischen Rundfunks